# Hanery Amman
Hanery Amman (bürgerlich Hanspeter Ammann; * 2. November 1952 in Interlaken; † 30. Dezember 2017 ebenda) war ein Schweizer Musiker.

## Leben
Amman war Mitbegründer (Klavier, Tasteninstrumente) der Mundartrock-Band Rumpelstilz (1971, mit Polo Hofer, René Schafer und Küre Güdel). Amman schrieb zu vielen bekannten Schweizer Mundartsongs die Musik, so zu Rosmarie und I, Teddybär oder Alperose. Er machte nach Auflösung von Rumpelstilz in verschiedenen Projekten mit und sang eigene Songs. Letzte Studioaufnahmen erfolgten 2015 als Kroki-Loki-Erzähler und Chaltfüür-Unghüür-Sänger in der Kulturhörspielreihe von Roland Zoss mit Schweizermaus Jimmy Flitz. Hanery war lange solo unterwegs und veröffentlichte diverse Alben. Sein letztes war Solitaire, welches im Juli 2000 Platz 90 der Schweizer Albumcharts erreichte. Die Single Déjà Vu erreichte Platz 1 der Schweizer Airplaycharts. Seit 2004 spielte er auch wieder zusammen mit Polo Hofer und der Band «The Alpinistos».
Am 7. Oktober 2006 wurde Alperose vom Schweizer Fernsehpublikum zum «Grössten Schweizer Hit» erkoren.
2007 wurde bei Amman Lungenkrebs diagnostiziert und behandelt. Zu seinem 60. Geburtstag veröffentlichte er mit Waldgeischt einen neuen Song und gab ihn als Geschenk an die Fans für zwei Wochen zum Gratis-Download frei. 2013 wurde er erneut operiert. Seither gab er wieder regelmässig Konzerte. Ende September 2017 verschlechterte sich sein Gesundheitszustand wieder, und Amman musste alle geplanten Konzerte absagen. Am 30. Dezember 2017 erlag er seiner Krankheit.

## Diskografie
- 1978: Fätze u Bitze vo geschter u jitze
- 1980: Burning Fire
- 1980: Yodiho – You Found the Way
- 2000: Solitaire
- 2018: Instrumental